# Rock Springs (Wyoming)
Rock Springs város az USA Wyoming államában, Sweetwater megyében. Lakosainak száma 23 526 fő (2020. április 1.).

## Népesség
A település népességének változása:
| Lakosok száma | 40   | 23 036 | 23 526 |
|               | 1870 | 2010   | 2020   |